# Bournheath
Bournheath – wieś w Anglii, w hrabstwie Worcestershire, w dystrykcie Bromsgrove. Leży 22 km na północny wschód od miasta Worcester i 165 km na północny zachód od Londynu. Miejscowość liczy 454 mieszkańców.